# Domenico de Benedettis
Domenico de Benedettis, né vers 1610 à Piedimonte d'Alise près de  Naples, en Campanie, et mort vers 1678, est un peintre italien du XVIIe siècle.

## Biographie
Domenico de Benedettis est un peintre italien de la période baroque. Il a fait son apprentissage d'abord à Naples auprès de Fabrizio Santafede, puis à Rome où il a travaillé avec Guido Reni. À son retour à Naples, il a fréquenté la cour du roi et a peint des scènes de la vie de la Vierge sur la voûte de l'église de Santa Maria Nuova Donna Regina.